# Finkenberg (Köln)
Finkenberg ist ein Stadtteil von Köln und gehört zum Stadtbezirk Porz. Flächenmäßig ist er der zweitkleinste Stadtteil Kölns (nach Mauenheim mit 0,49 km²).

## Lage
Finkenberg grenzt im Nordwesten an Gremberghoven, im Osten an Eil und im Süden an Porz.

## Geschichte

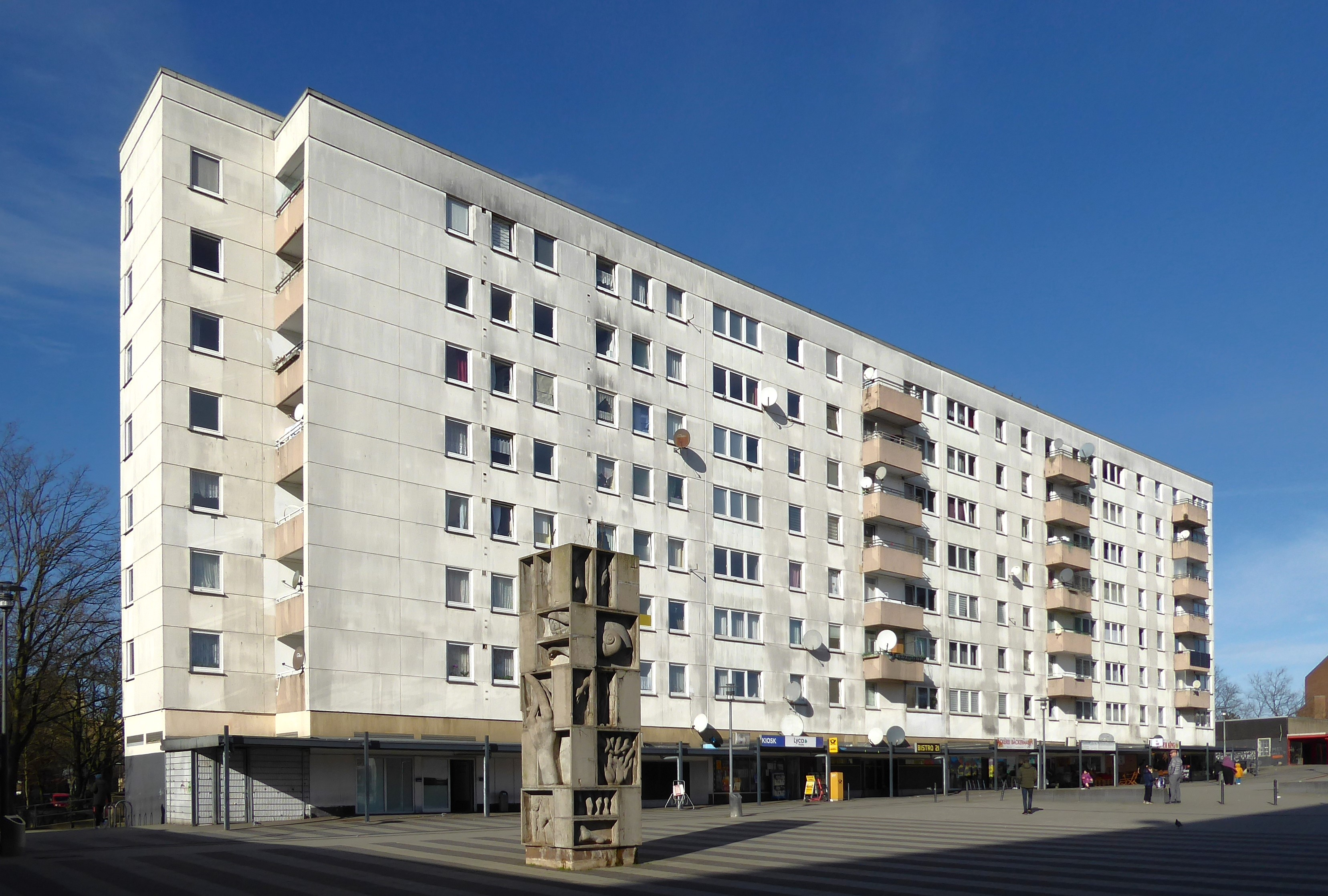
Die Skulptur aur dem zentralen Platz der Kulturen (2024)

Die Großwohnsiedlung Finkenberg wurde Mitte der 1960er Jahre als sogenanntes Demonstrativ-Bauvorhaben des Bundes konzipiert und ab Ende der 1960er Jahre errichtet. Noch heute wird das Gebiet von Porzern „Demo-Gebiet“ genannt. Das Ziel des Projekts sollte ursprünglich „menschenfreundliches Wohnen“ bei gleichzeitig hoher Verdichtung von Wohnraum sein. Wie bei anderen Wohnprojekten dieser Zeit, umlagerte man ein Zentrum aus Hochhäusern samt Geschäftspassage, Schulzentrum und anderen öffentlichen Einrichtungen mit einem Ring aus Bungalows. Durch die Kombination von Eigenheimen und Wohnblocks mit Sozialwohnungen strebten die Planer eine ausgewogene Sozialstruktur an. Geschäfte, Dienstleistungsunternehmen sowie von den Bewohnern selbst verwaltete soziale Einrichtungen sollten eine hohe Wohn- und Lebensqualität ermöglichen und die Eigeninitiative der Menschen stärken.
Das Konzept gilt heute weitgehend als gescheitert: Die Eigentumsverhältnisse der Immobilien änderten sich nach dem Konkurs des Projektträgers Neue Heimat mehrfach, so dass Konzepttreue, Bausubstanz und Grünanlagen zunehmend vernachlässigt wurden. Da der Aufbau von Geschäften und sozialer Infrastruktur nicht mit der schnellen Bebauung und Besiedelung mithalten konnte, zogen viele der ursprünglichen Bewohner frustriert wieder weg – die Folge waren Leerstände, die zunächst durch die Ansiedlung von Migranten und später durch gezielte Belegung mit „sozial problematischen Mietern“ aufgefangen wurden. Hieraus entwickelte sich soziale Segregation, deren Folgen bis heute anhalten.
Die Bezirksvertretung Porz forderte am 9. Dezember 2004 den Rat der Stadt Köln auf, der Siedlung den Status eines Stadtteils einzuräumen. Die Bezirksvertreter versprachen sich davon eine stärkere Identifikation der Bewohner mit ihrem Wohnquartier. Mit Veröffentlichung der Änderung der Hauptsatzung der Stadt Köln vom 13. August 2007 wurde Finkenberg zum 25. August 2007 der 86. Stadtteil von Köln.

## Bevölkerungsstatistik
Struktur der Bevölkerung von Köln-Finkenberg (2021):
- Durchschnittsalter der Bevölkerung: 39,7 Jahre (Kölner Durchschnitt: 42,3 Jahre)
- Ausländeranteil: 48,6 % (Kölner Durchschnitt: 19,3 %)
- Arbeitslosenquote: 24,0 % (Kölner Durchschnitt: 8,6 %)

## Erscheinungsbild
Das Erscheinungsbild des Viertels ist heute zweigeteilt. Einerseits durch die sehr gepflegten, intakten Hochhäuser mit Eigentumswohnungen und gepflegten Außenanlagen in der Stresemannstraße sowie Bungalows im westlichen Teil und zum anderen durch die Bebauung mit Miet-Wohnblöcken (acht bis zwanzig Etagen) im südlichen Teil, deren Fassaden oftmals verwittert oder beschädigt sind. Dort gibt es ästhetische und technische Missstände in Treppenhäusern, Aufzügen, Garagen, Kellern, Sport- und Freizeitanlagen sowie bei den Freiflächen zwischen den Blocks: Sie sind vielfach durch Verwahrlosung und Vandalismus gekennzeichnet. Die Anbindung ist seit einigen Jahren durch eine eigene S-Bahn-Station optimiert (10 Min. zum Dom).
Es gibt einige Eigentümer, die ihren Verpflichtungen hinsichtlich Pflege, Ordnung und Sauberkeit innerhalb und außerhalb ihrer Wohneinheiten nicht nachkommen. Hier hat sich im Jahre 2012 eine Mieterinitiative gegründet, die das Ziel hat, die Mieter in ihren Anliegen zu unterstützen. Dabei gehen sie im Wesentlichen gegen überhöhte Mietkosten und grobe Mängel in den Wohnungen vor.
Die Stadt hat im Jahre 2013 die Fußgängerzone durch Sanierung aufgewertet.

## Sozialer Brennpunkt

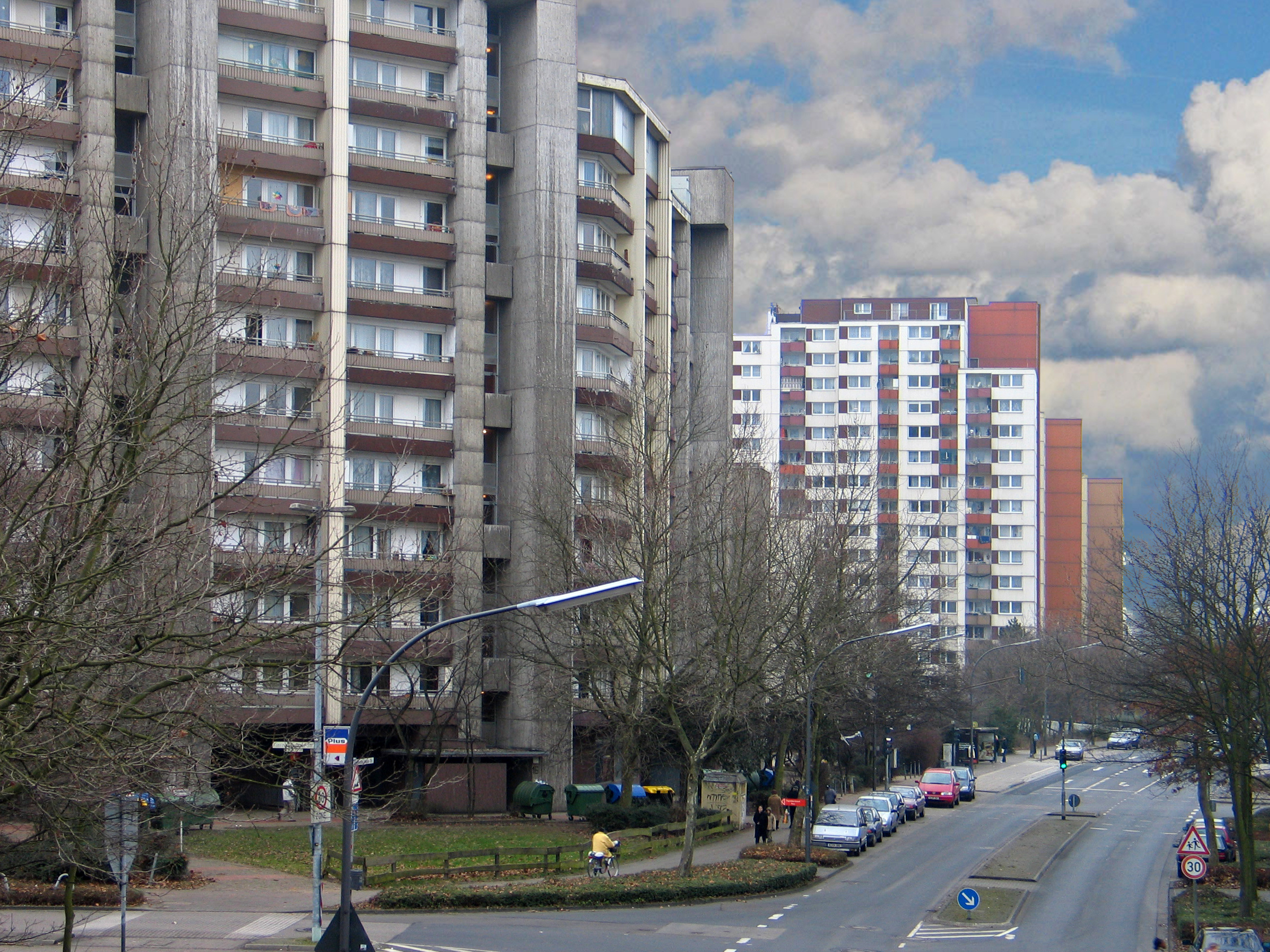
Hochhausfassaden in Finkenberg

Heute leben in Finkenberg 6.984 Menschen (Stand: 31. Dezember 2017). Verglichen mit anderen Wohnvierteln sind bestimmte Bevölkerungsgruppen in Finkenberg besonders stark vertreten: einkommensschwache Haushalte, kinderreiche Familien, von Arbeitslosigkeit Betroffene (2016: 18,5 %) sowie Menschen mit Migrationshintergrund (mit 83,6 % zum 31. Dezember 2017 mehr als doppelt so hoch wie im Stadtgebiet Köln). Der Ausländeranteil von 45,0 % (2015) war der stadtweit höchste Wert. Auffallend hoch sind auch Jugendarbeitslosigkeit (2016: 12,1 %) und Jugendkriminalität. Unrühmliche Bekanntheit erlangte das Wohnquartier 2004 durch eine umstrittene Artikelserie im Kölner Stadt-Anzeiger: „Die harten Kinder von Köln“ sollte den Alltag von gewalttätigen Kindern und Jugendlichen in Finkenberg schildern, führte aber in den Augen vieler Kritiker eher zur weiteren Stigmatisierung des Wohnviertels.
Ein Integriertes Handlungskonzept der Stadt Köln aus dem Jahr 2001 macht differenzierte Aussagen, beispielsweise zur Kriminalität in Finkenberg, die demnach im Wesentlichen von jugendlichen Migranten ausgeht. Opfer von Gewalt seien zumeist ebenfalls ansässige Kinder und Jugendliche, zunehmend fielen aber auch Kfz-Delikte oder Einbrüche ins Gewicht. Als Motivation für die Delikte würden in polizeilichen Vernehmungen oft Geltungssucht, Sozialneid und Langeweile angegeben. Das subjektive Sicherheitsempfinden der Bewohner von Finkenberg ist, nach Angaben des Handlungskonzeptes, noch niedriger als in anderen Kölner Brennpunkten. Dagegen wurde das Potenzial für Nachbarschaftshilfe und Zusammenhalt, besonders innerhalb homogener Gruppen im Viertel, in der Erhebung als relativ hoch eingeschätzt.
Als Resultat wurden Teile von Finkenberg, insbesondere die Hochhäuser, von der Stadtverwaltung als Sanierungsgebiet ausgewiesen. Eine Arbeitsgemeinschaft, bestehend aus Organen der Sozialverwaltung, Kirchengemeinden, politischen Parteien, Bildungseinrichtungen, Fördervereinen, Jugend- und Senioreneinrichtungen sowie der Polizei initiiert in Zusammenarbeit mit einigen Immobilieneigentümern Maßnahmen zur Verbesserung der Wohn- und Lebensbedingungen. Ein Stadtteilmanager wurde vom Amt für Stadtsanierung eingesetzt, um die Vernetzung der beteiligten Akteure zu fördern und zu koordinieren. Offiziell werden die Sanierungsbemühungen von einem Sanierungsbeirat, besetzt mit Vertretern der Sozialen Dienste, Wohnungsgesellschaften, Parteien, Kirchen, Schulen sowie der Stadtverwaltung begleitet. Er berät die Bezirksvertretung in allen Angelegenheiten der Sanierung.
Als Handlungsfelder für den Sanierungsprozess wurden die Bereiche Wohnen, Wohnumfeld und die Infrastruktur, Kinder und Jugend, Arbeit und Soziales und zuletzt die Qualitätssicherung und Kontrolle festgelegt. Erste Maßnahmen, wie der Aufbau eines Basketballplatzes oder die Einrichtung von Hausmeisterkonferenzen, wurden eingeleitet und Fördermittel des Landes beantragt.
Nicht zuletzt aufgrund der Finanzknappheit bei Kommune und Land gilt die Umsetzung der Sanierungsmaßnahmen in Finkenberg noch immer als unzureichend, so dass nachhaltige Verbesserungen für die Finkenberger noch nicht eingetreten sind.